# Rusocin (Białoruś)
Rusocin (biał. Русацін, Rusacin; ros. Русатин, Rusatin) – wieś na Białorusi, w obwodzie grodzieńskim, w rejonie korelickim, w sielsowiecie Rajca.

## Historia
W dwudziestoleciu międzywojennym wieś i folwark leżące w Polsce, w województwie nowogródzkim, w powiecie nowogródzkim, w gminie Cyryn. W 1921 wieś liczyła 70 mieszkańców, zamieszkałych w 13 budynkach, w tym 67 Białorusinów i 3 Polaków. 67 mieszkańców było wyznania prawosławnego i 3 rzymskokatolickiego. Folwark liczył zaś 18 mieszkańców, zamieszkałych w 3 budynkach, w tym 14 Polaków i 4 Białorusinów. 14 mieszkańców było wyznania rzymskokatolickiego i 4 prawosławnego.
Po II wojnie światowej w granicach Związku Sowieckiego. Od 1991 w niepodległej Białorusi.